# المباني والهندسة المعمارية في بريستول

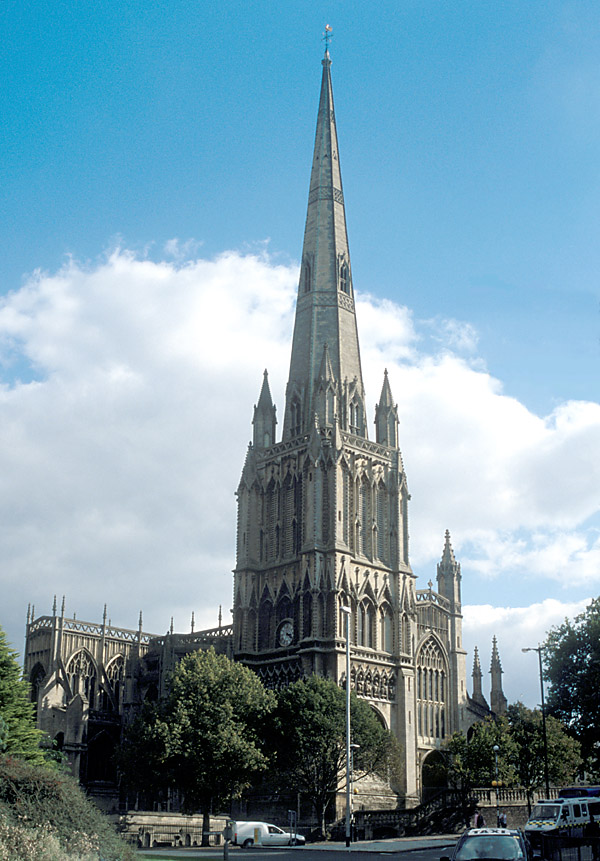
كنيسة القديسة ماري ريدكليف من الشمال الغربي

لدى بريستول، أكبر مدينة في جنوب غرب إنجلترا، مزيج انتقائي من الأساليب المعمارية، بدءًا من القرون الوسطى إلى الوحشية في القرن العشرين وما بعدها. خلال منتصف القرن التاسع عشر طور أسلوب بريستول البيزنطي، وهو أسلوب معماري فريد من نوعه في المدينة.
يمكن رؤية مباني من معظم الفترات المعمارية للمملكة المتحدة في جميع أنحاء بريستول. تعود أجزاء من المدينة المحصنة والقلعة إلى العصور الوسطى، كما هو الحال بالنسبة لبعض الكنائس التي يعود تاريخها إلى القرن الثاني عشر وما بعده. يوجد خارج وسط المدينة التاريخية العديد من قصور تيودور الكبيرة التي بنيت للتجار الأثرياء. وضعت العديد من الساحات منذ العهد الجورجي لإستعمال الطبقة الوسطى. ومع نمو المدينة، اندمجت مع القرى المحيطة بها، التي لكل منها طابعها الخاص ومركزها.
مكن بناء المرفأ العائم في المدينة، مع الأرصفة على نهر أفون وفروم، من التركيز على التنمية الصناعية وتنمية البنية التحتية للنقل المحلي. تشمل العناصر الرئيسية مع جسر إيسامبارد كينغدوم برونيل الذي صممه إيسامبارد كينغدوم برونيل جسر كليفتون المعلق ومحطة تيمبل ميدس التي استعملت من 2002 إلى 2009 كمتحف الإمبراطورية البريطانية والكومنولث، لكنه مغلق الآن.